# Carnarviana janthorum
Carnarviana janthorum är en insektsart som beskrevs av Mansell 1983. Carnarviana janthorum ingår i släktet Carnarviana och familjen Nemopteridae. Inga underarter finns listade i Catalogue of Life.